# Татјана Пујин
Татјана Пујин (Чачак, 19. октобар 1966) српска је глумица. Запажена већ на Академији у Београду, заиграла је у најпознатијим југословенским филмовима са само двадесет година. Највећу популарност је стекла осамдесетих, а ратне године су је навеле да напусти земљу и пресели се у Италију где и данас живи.

## Улоге
| Год.  | Назив                      | Улога                              |
| ----- | -------------------------- | ---------------------------------- |
| 1987. | Милан — Дар                |                                    |
| 1987. | Октоберфест                | Мала Ирена                         |
| 1987. | Хајде да се волимо         | Тања                               |
| 1988. | Сулуде године              | медицинска сестра                  |
| 1988. | Шпијун на штиклама         | Лола                               |
| 1988. | Тако се калио челик        | Лили                               |
| 1988. | Бољи живот                 | Цигановићева ћерка                 |
| 1989. | Масмедиологија на Балкану  | Другарица ћерка савезног секретара |
| 1990. | Покојник (ТВ)              | Ана - собарица                     |
| 1990. | Последњи валцер у Сарајеву | Матилда Цимерлинг                  |
| 1991. | Холивуд или пропаст        |                                    |
| 1992. | Ми нисмо анђели            | Лидија                             |
| 1992. | Happy Hell Night           | Кимберли                           |
| 1993. | Беба                       |                                    |